# كريس ميلر (لاعب كرة قدم أمريكية)
كريس ميلر (بالإنجليزية: Chris Miller) (و. 1965  م) هو لاعب كرة قدم أمريكية أمريكي، ولد في بومونا، كاليفورنيا، مركز لعبه هو ظهير ربعي.

## التعليم
تعلم في Sheldon High School (Oregon) ‏
.